# Alessandro Barnabó
Alessando Barnabó, italijanski rimskokatoliški duhovnik in kardinal, * 2. marec 1801, Foligno, † 24. februar 1874.

## Življenjepis
16. junija 1856 je bil povzdignjen v kardinala in imenovan za kardinal-duhovnika S. Susanna.
20. junija istega leta je bil imenovan za prefekta Kongregacije za propagando vere.